# Richard Grasso

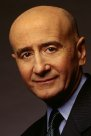
Richard Grasso

Richard A. „Dick“ Grasso (* 26. Juli 1946 in New York City) war Vorsitzender und CEO der New York Stock Exchange von 1995 bis 2003.

## Leben
Grasso wurde von seiner Mutter und zwei Tanten in Jackson Heights, einem Stadtviertel in Queens, aufgezogen. Sein Vater hatte die Familie verlassen. Richard absolvierte die Newtown High School und studierte zwei Jahre lang an der Pace University, bevor er sich zur United States Army meldete. 1968 verließ er die Armee und wurde zwei Wochen darauf einfacher Mitarbeiter an der New Yorker Börse. Er machte schnell Karriere und wurde schließlich Präsident und dann CEO. Als solcher festigte er die Stellung der New York Stock Exchange als wichtigster Handelsplatz für Aktien in den USA.

## Kritik
Am 27. August 2003 wurde bekannt, dass Grasso ein Versorgungspaket im Wert von fast $140 Millionen erhalten hatte. Pikant daran war, dass der für Versorgungsbezüge zuständige Ausschuss hauptsächlich aus Vertretern von Firmen bestand, die an der NYSE gelistet waren und über die Grasso Aufsicht zu führen hatte.
Nachdem auch Grassos Vorgänger William H. Donaldson als Vorsitzender der United States Securities and Exchange Commission die Vereinbarung kritisierte, beschloss der Aufsichtsrat der Börse mit 13:7, Grasso zum Rücktritt aufzufordern. Als Grasso am 17. September 2003 zurücktrat, folgten ihm etliche weitere hochrangige Mitarbeiter.
Im Dezember erschien ein Untersuchungsbericht.
Am 24. Mai 2004 erhob Eliot Spitzer, Attorney General des Staates New York, Anklage gegen Grasso und verlangte die Rückzahlung eines Großteils des $140 Millionen-Paketes. Am 19. Oktober 2006 entschied der New York Supreme Court, dass Grasso zurückzahlen muss. Am 1. Juli 2008 verwarf das Kassationsgericht alle Ansprüche gegen Grasso. Die NYSE sei nicht länger ein Non-Profit Betrieb, unterliege nicht der Aufsicht des Staates New York und an einer Strafverfolgung bestehe kein öffentliches Interesse.

## Privat
Grasso lebt mit seiner Frau Lorraine und den vier gemeinsamen Kindern in New York.

## Artikel
- Ackman, Dan: Dick Grasso And The Company He Keeps. Forbes.com, 7. Mai 2003, abgerufen am 22. November 2022.
- Weiss, Gary: The $140,000,000 Man. BusinessWeek, 15. September 2003, abgerufen am 22. November 2022.
- White, Ben: NYSE Ousts Grasso as Chairman: Size of Pay Package Drew Wide Criticism. The Washington Post, 18. September 2003, S. A01, abgerufen am 22. November 2022.
- James Surowiecki: The Wisdom of Crowds: Why the Many Are Smarter Than the Few and How Collective Wisdom Shapes Business, Economies, Societies and Nations. Doubleday, 2004, ISBN 0-385-50386-5.
- Karl Albrecht: Social Intelligence: The New Science of Success, Economies, Societies and Nations. Pfeiffer Publishing, 2005, ISBN 0-7879-7938-4.
- Gasparino, Charles (2007). King of the Club: Richard Grasso and the Survival of the New York Stock Exchange. HarperCollins.